# Vela nos Jogos Olímpicos de Verão de 1936 - 6 Metre
As provas da classe 6 Metre da vela nos Jogos Olímpicos de Verão de 1936 ocorreram entre 4 e 12 de agosto daquele ano no Fiorde de Kiel, na costa do Norte da Alemanha face ao mar Báltico. O programa compunha oito regatas, além de uma de desempate. Para esta classe, houve 60 velejadores, em 12 barcos, de 12 nações inscritas.

## Medalhistas
O grupo britânico Christopher Boardman, Miles Bellville, Russell Harmer, Charles Leaf e Leonard Martin finalizou a competição em primeiro lugar, conquistando a medalha de ouro. A prata firmou-se com os noruegueses Magnus Konow, Karsten Konow, Fredrik Meyer, Vaadjuv Nyqvist e Alf Tveten. Por fim, a medalha de bronze ficou com a equipe sueca Sven Salén, Lennart Ekdahl, Martin Hindorff, Torsten Lord e Dagmar Salén.
|  | GBR Grã-Bretanha                                                                |  | NOR Noruega                                                         |  | SWE Suécia                                                          |
|  | Christopher Boardman Miles Bellville Russell Harmer Charles Leaf Leonard Martin |  | Magnus Konow Karsten Konow Fredrik Meyer Vaadjuv Nyqvist Alf Tveten |  | Sven Salén Lennart Ekdahl Martin Hindorff Torsten Lord Dagmar Salén |

## Resultados
Estes foram os resultados da competição:
|                   | Nação              | Tripulação                                                                                         | Embarcação | Regata I | Regata I | Regata II | Regata II | Regata III | Regata III | Regata IV | Regata IV | Regata V | Regata V | Regata VI | Regata VI | Regata VII | Regata VII | Total |
| Pts.              | Nação              | Tripulação                                                                                         | Embarcação | Pos.     | Pts.     | Pos.      | Pts.      | Pos.       | Pts.       | Pos.      | Pts.      | Pos.     | Pts.     | Pos.      | Pts.      | Pos.       |            | Total |
| ----------------- | ------------------ | -------------------------------------------------------------------------------------------------- | ---------- | -------- | -------- | --------- | --------- | ---------- | ---------- | --------- | --------- | -------- | -------- | --------- | --------- | ---------- | ---------- | ----- |
| Medalha de ouro   | GBR Grã-Bretanha   | Christopher Boardman Miles Bellville Russell Harmer Charles Leaf Leonard Martin                    | Lalage     | 10       | 3        | 11        | 2         | 8          | 5          | 9         | 4         | 11       | 2        | 7         | 6         | 11         | 2          | 67    |
| Medalha de prata  | NOR Noruega        | Magnus Konow Karsten Konow Fredrik Meyer Vaadjuv Nyqvist Alf Tveten                                | Lully II   | 0        | DSQ      | 12        | 1         | 9          | 4          | 11        | 2         | 10       | 3        | 12        | 1         | 12         | 1          | 66    |
| Medalha de bronze | SWE Suécia         | Sven Salén Lennart Ekdahl Martin Hindorff Torsten Lord Dagmar Salén                                | May Be     | 12       | 1        | 10        | 3         | 0          | DNF        | 10        | 3         | 12       | 1        | 11        | 2         | 7          | 6          | 62    |
| 4                 | ARG Argentina      | Julio Sieburger Claudio Bincaz Germán Frers Edelf Hosmann Jorge Linck                              | Wiking     | 8        | 5        | 5         | 8         | 11         | 2          | 5         | 8         | 9        | 4        | 8         | 5         | 6          | 7          | 52    |
| 5                 | ITA Itália         | Renato Consentino Giuliano Oberti Massimo Oberti Giovanni Stampa Giuseppe Volpi                    | Esperia    | 6        | 7        | 8         | 5         | 12         | 1          | 4         | 9         | 7        | 6        | 3         | 10        | 10         | 3          | 50    |
| 6                 | GER Alemanha       | Hans Lubinus Dietrich Christensen Kurt Frey Theodor Thomsen Haimar Wedemeyer                       | Gustel V   | 11       | 2        | 9         | 4         | 0          | DSQ        | 12        | 1         | 0        | DSQ      | 9         | 4         | 8          | 5          | 49    |
| 7                 | FIN Finlândia      | Curt Mattson Yngve Pacius Ragnar Stenbaeck Helger Sumelius Lars Winqvist                           | Lyn        | 9        | 4        | 7         | 6         | 10         | 3          | 6         | 7         | 0        | DSQ      | 6         | 7         | 5          | 8          | 43    |
| 8                 | NED Países Baixos  | Joop Carp Ansco Dokkum Kees Jonker Herman Looman Ernst Moltzer                                     | De Ruyter  | 5        | 8        | 4         | 9         | 0          | DNF        | 8         | 5         | 6        | 7        | 10        | 3         | 9          | 4          | 42    |
| 9                 | USA Estados Unidos | William Bartholomae Morgan Adams Charles Speed Garner Carl C. Paul John Wallace                    | Mystry     | 7        | 6        | 3         | 10        | 7          | 6          | 7         | 6         | 8        | 5        | 5         | 8         | 0          | DNF        | 37    |
| 10                | FRA França         | Jean Peytel Yves Baudrier Claude de Desouches Gerard Piolec Jacques Ranbaud                        | Qu’Importe | 4        | 9        | 6         | 7         | 6          | 7          | 3         | 10        | 5        | 8        | 2         | 11        | 4          | 9          | 30    |
| 11                | POL Polônia        | Janusz Zalewski Jozef Langowski Alfons Olszewski Juliusz Sieradzki Stanislaw Zalewski Józef Szajba | Danuta     | 3        | 10       | 2         | 11        | 0          | DNF        | 2         | 11        | 4        | 9        | 4         | 9         | 3          | 10         | 18    |
| 12                | SUI Suíça          | André Firmenich Frederic Firmenich Georges Firmenich Louis Gelbert Alexandre Noverraz              | Ylliam III | 0        | DSQ      | 0         | DSQ       | 0          | DSQ        | 0         | DSQ       | 0        | DSQ      | 0         | DSQ       | 0          | DSQ        | 0     |

### Classificação diária

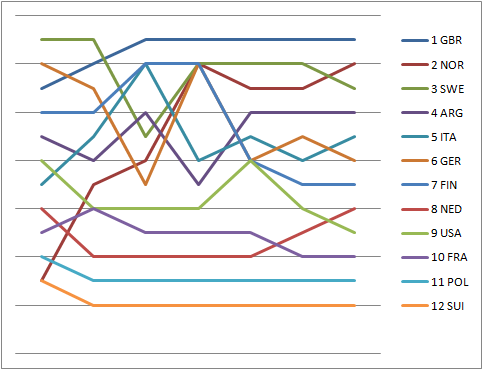
Gráfico mostrando a classificação diária na classe.